# Konkatedrála svatého Jana (Valletta)
Konkatedrála svatého Jana (maltsky: Kon-Katidral ta' San Ġwann) je římskokatolická konkatedrála v hlavním městě Malty Vallettě. Je zasvěcená svatému Janu Křtiteli. Byla postavena johanity (Maltézským řádem) v letech 1573 až 1578, původně jako klášterní kostel (zůstal jím do roku 1798, kdy byl řád za francouzské okupace vyhnán z Malty). Objednavatelem byl velmistr Jean de la Cassière. Architektem byl Girolamo Cassar, který navrhl též několik dalších významnějších budov ve Vallettě (Velmistrovský palác, Auberge de Castille, Kostel Panny Marie Vítězné). Cassar navrhl kostel v manýristickém slohu, který byl pro něj typickým. Vnější háv budovy je spíše strohý a připomíná pevnost, což odráží jak Cassarovo zázemí vojenského inženýra, tak náladu Řádu v letech následujících po velkém obléhání Malty (1565). V 17. století byl interiér chrámu barokně upraven Mattiou Pretim a je považován za jeden z nejlepších příkladů vrcholně barokní architektury v Evropě. Nejznámějším dílem v kostele je ale Caravaggiův obraz Stětí Jana Křtitele (1608). Největší plátno, jaké Caravaggio kdy namaloval, a jediný jím podepsaný obraz, je vystaveno v oratoři, pro kterou bylo namalováno. V oratoriu se také nachází Caravaggiovo dílo Svatý Jeroným (1607–1608). V roce 1666 začal být vytvářen hlavní oltář, dílo největšího maltského sochaře Melchiorre Cafàa. Cafà zamýšlel velkou sochařskou skupinu z bronzu zobrazující křest Krista. Po sochařově tragické smrti v roce 1667, při nehodě ve slévárně, bylo od plánů upuštěno. Teprve v roce 1703 dokončil dílo Giuseppe Mazzuoli, jediný Cafàův žák, ovšem z mramoru. Ve 20. letech 19. století bylo biskupovi z Malty povoleno používat chrám jako alternativní stolici, a tak se formálně stal konkatedrálou. V roce 1831 Walter Scott nazval vnitřek stavby „nejpozoruhodnějším interiérem, jaký kdy viděl.“ Byl mírně poškozen leteckým bombardováním v roce 1941, ale umělecká díla byla před bombardováním přenesena jinam, takže žádná nebyla ztracena.